# Gabriel Revéiz Pizarro
Gabriel Revéiz Pizarro (Cali, 13 se septiembre de 1915-Bogotá, 22 de enero de 1966) fue un oficial del ejército colombiano de origen libanés.
Perteneciente al Arma de Caballería, fue Comandante General de las Fuerzas Militares de Colombia, al mismo tiempo que fue el último ministro de Guerra de Colombia, y el primero del Ministerio de Defensa, durante el gobierno de Guillermo León Valencia. Durante su mando, se produjo la Operación Soberanía, con la que el gobierno pretendió recuperar el control de la zona de Marquetalia, que estaba ocupada por campesinos y un grupo de insurgentes de izquierda que luego de la operación se convirtieron en las FARC.

## Biografía

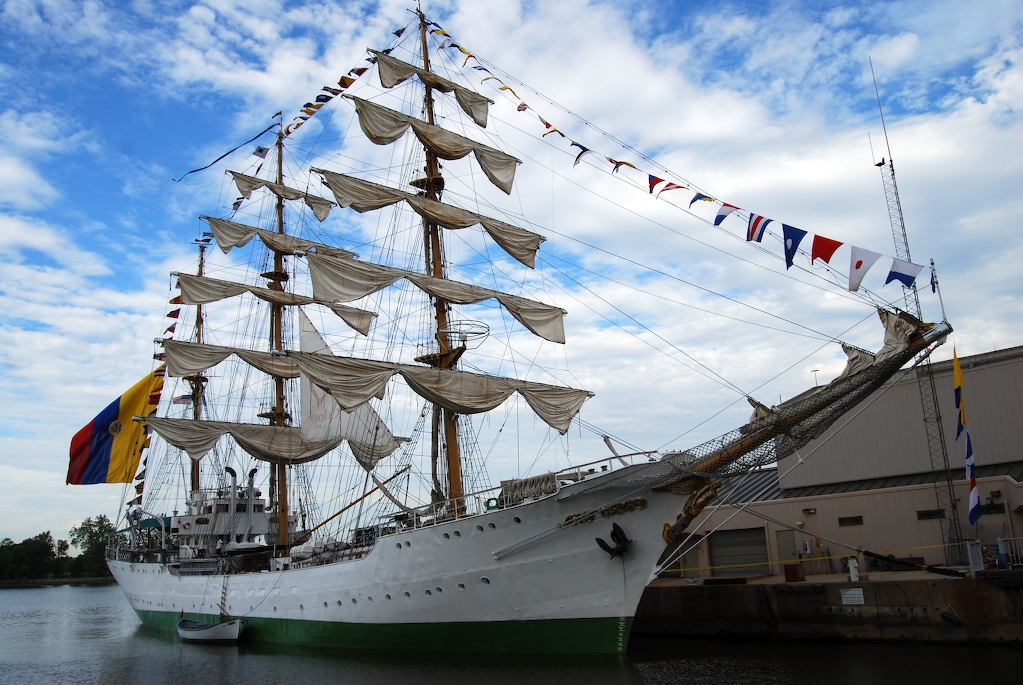
Buque ARC Gloria en 2007.

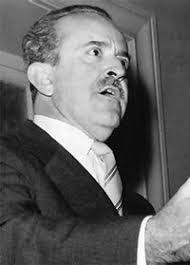
El presidente de la época, Guillermo León Valencia.

Gabriel Revéiz Pizarro nació en Cali, Valle del Cauca, el 13 de septiembre de 1915, en el seno de una familia de la aristocracia caleña.
Ingresó el 25 de marzo de 1933 a la Escuela Militar de Cadetes y egresó quinto en el curso teniente coronel Manuel José Sicard Torres de 1935. 

### Comandante de las Fuerzas Militares (1964-1966)
Con el grado de mayor general, el recién posesionado presidente Guillermo León Valencia nombró a Revéiz como Comandante General de las Fuerzas Militares mediante el Decreto 2273 del 13 de agosto de 1962. Revéiz autorizó varias de las operaciones dentro del marco del conflicto armado colombiano más mediáticas de los años 60 en ese país.
Revéiz diseño con expertos en seguridad de los Estados Unidos, una operación contra la insurgencia comunista en las regiones de El Pato, Sumapaz, Guayabero, Riochiquito y Marquetalia, esta última en Gaitana, Tolima, donde se habían asentado rebeldes comunistas denunciados desde 1960 en el Congreso por el senador Álvaro Gómez Hurtado. La presión ejercida por el sector laureanista llevó al presidente Valencia a dar ejecución a los planes contrainsurgentes. Revéiz a la cabeza estructuró la Operación Soberanía, como parte del Plan Lazo.
Revéiz llegó a decir: "deberían recibir una decidida y rápida acción del Instituto Colombiano de la Reforma Agraria (INCORA) y otras entidades del Estado con el fin de resolver problemas urgentes", lo que revela el interés del general de promover una política justa de tierras como solución al naciente problema de la insurgencia.

### Ministro de Guerra y de Defensa (1965-1966)
Mediante el decreto 111 del 27 de enero de 1965, el presidente Valencia nombró ministro de Guerra a Revéiz, quien se posesionó el 29 del mismo mes, luego que el presidente Valencia retirara del servicio activo al general Alberto Ruiz Novoa, ministro de la época, quien se hizo conocido entre la población civil por sus declaraciones contrarias al gobierno, sintiendo Valencia que el general era un potencial adversario político, cuando aún estaba fresco el recuerdo del general Rojas Pinilla.
Como ministro, Revéiz impulsó la adquisición de un velero para la Armada Nacional que sería el Buque Escuela ARC para preparar a los cadetes de la Escuela Naval de Cadetes Almirante Padilla de Colombia (la escuela de la oficialidad de la armada colombiana), obra que no pude ver materializada, pese a que se autorizó mediante decreto 111 de enero de 1966.
Revéiz Pizarro falleció en el cargo, el 22 de enero de 1966, en Bogotá, a los 50 años.

## Homenajes
El Buque escuela fue adquirido por el gobierno de Carlos Lleras Restrepo, pero en honor al fallecido general se bautizó como Buque Gloria como homenaje a la viuda del general, Gloria Sawadzki Suárez.
El Grupo de Caballería Mecanizado N.°18 General Gabriel Revéiz Pizarro (BARATA).

## Familia
Gabriel Revéiz Pizarro era hijo del libanés nacido en Beirut, Elías Gabriel Revéiz Salem y de la colombiana Carmen Pizarro Tascón, siendo su hermana Olga Revéiz Pizarro.
Su madre era pariente de los oficiales Juan Antonio Pizarro García (de la armada), Harold Bedoya Pizarro (del ejército como Revéiz), y del exministro liberal Tulio Enrique Tascón. Respecto a Juan Antonio, fue comandante de las Fuerzas Armadas colombianas entre 1957 y 1958, durante la Junta Militar de Gobierno; casado con Margot Leongómez (descendiente de José Acevedo y Gómez) fue padre de los dirigentes de izquierda Eduardo, Juan Antonio, Hernando, Carlos (de quien son hijas las congresistas María José y María del Mar Pizarro) y Nina Pizarro.
Harold, fue comandante de las Fuerzas Militares de 1994 a 1996 (cuando Ernesto Samper lo destituyó por presuntamente conspirar para derrocarlo), y ya en la vida civil, candidato a la presidencia de Colombia y a alcalde de Bogotá, fracasando en ambos intentos. Por su parte, Tulio Tascón fue ministro de estado en varios gobiernos, congresista y pretendiente a la presidencia como designado de Alfonso López Pumarejo y Eduardo Santos, todo esto durante los años 30 y 40

### Matrimonio y descendencia
Casó con Gloria Sawadzki Suárez el 24 de enero de 1948, siendo padres de siete hijos: Gabriel Jorge Hernando, Gonzalo Eduardo, Gloria, Amparo, María Clara, María del Carmen y Juan Pablo Revéiz Sawadzki.